# Bourg-l'Évêque
Bourg-l'Évêque é uma comuna francesa na região administrativa da Pays de la Loire, no departamento de Maine-et-Loire. Estende-se por uma área de 5,29 km². Em 2010 a comuna tinha 250 habitantes (densidade: 47,3 hab./km²).